# David Töpfer
David Töpfer (* 1639; † 21. Mai 1717 in Dresden) war ein Kantor der Dresdner Hofkapelle.

## Leben
Erstmals erwähnt wird Töpfer als Dresdner Hofkapellknabe am 19. November 1650 im Ballett Paris und Helena während der Doppelhochzeit von Herzog Christian von Sachsen-Merseburg und Herzog Moritz von Sachsen-Zeitz. Von 1653 bis 1657 war er Schüler der Fürstenschule in Schulpforta. Um 1666 wird Töpfer Kantor der Hofkapelle in Dresden mit 300 Thlr. Gehalt. Als „Vocalist“ ist er bei den Einweihungsfeierlichkeiten der Schlosskapelle in der Moritzburg am 24. Juni 1672 nachgewiesen. Töpfer starb am 21. Mai 1717 in Dresden.